# Lakam
Le Lakam (en hébreu לק״מ), acronyme de ha-Lichka le-Kichreï Mada (en hébr. הלשכה לקשרי מדע, litt. Bureau des relations scientifiques), était un service de renseignement israélien. Dirigé par les maîtres-espions Benjamin Blumberg (de 1957 à 1981) et Rafael Eitan (de 1981 à 1986), il était chargé de collecter à l’étranger, à partir de sources tant publiques que secrètes, des informations scientifiques et techniques, plus spécialement pour les besoins du programme nucléaire israélien.
Ce service, fondé en 1957 sous la dénomination d’Office des missions spéciales, fut officiellement démantelé en 1986, à la suite de l’arrestation, pour espionnage au profit d’Israël, de Jonathan Pollard, employé du service d’espionnage de la marine américaine à Washington, qui, reconnu coupable d’avoir accepté de l’argent en échange de la transmission au Lakam d’importantes quantités de documents confidentiels, fut condamné à la prison à perpétuité.

## Fondation
Initialement, les services de renseignement chargés de préserver le secret du programme nucléaire israélien étaient le Mossad et Aman. Cependant, le premier ministre David Ben Gourion, ainsi que son principal conseiller en matière de défense Shimon Peres, estimaient nécessaire de constituer un nouveau service, apte à garantir la sécurité absolue des informations nucléaires. La fondation du Lakam en 1957, par excroissance de la structure du ministère de la Défense, fut tenue strictement secrète, à telle enseigne que même Isser Harel, le plus haut responsable des services de renseignement israéliens, n’avait tout d’abord pas été informé de l’existence du Lakam. Les informateurs de la nouvelle agence étaient des attachés scientifiques de l’ambassade d’Israël aux États-Unis en en Europe, ainsi que des scientifiques israéliens, sur qui une certaine pression allait s’exercer pour qu’ils mettent au service de leur patrie les savoirs acquis par eux à l’étranger. Le Lakam s’occupait aussi de surveiller le chantier du réacteur nucléaire (déclaré officiellement usine textile) dans le Néguev. L’agence, dont le premier directeur était Benjamin Blumberg, porta d’abord le nom d’Office de missions spéciales, n’ayant été rebaptisé Office des relations scientifiques qu’ultérieurement.

## Défiance des services secrets occidentaux
C’est en 1956, lors des consultations avec la Grande-Bretagne et avec la France en vue de l’intervention de ces deux pays dans le cadre de la crise de Suez, qu’Israël commença à s’intéresser à l’acquisition d’un réacteur nucléaire français. Les tentatives israéliennes, si elles n’eurent pas l’effet escompté, éveillèrent toutefois la suspicion des Français vis-à-vis du chantier de construction dans le Néguev, et des agents du service de renseignement français (SDECE) tentèrent de pénétrer dans la zone de construction. De leur côté, les services de renseignements américains, en particulier la CIA et la Defense Intelligence Agency, se montrèrent également préoccupés et s’attachaient à analyser les données photographiques du site. Les États-Unis et la France accueillaient avec scepticisme les annonces officielles par lesquelles le gouvernement israélien démentait toute volonté de mettre au point des armes nucléaires. En conséquence, la France en particulier décida de réduire radicalement son assistance au programme de recherche nucléaire israélien.

## Approvisionnement en uranium
Déjouant la surveillance des services étrangers, le Lakam réussit à trouver une source d’approvisionnement en matière première nucléaire : la société Nuclear Materials and Equipment Corporation (NUMEC), établie dans le village d’Apollo en Pennsylvanie.
En 1965, la Commission américaine de l’énergie atomique découvrit que la firme NUMEC, qui fournissait en combustible les centrales nucléaires américaines, avait « égaré » 91 kilos d’uranium enrichi. Le service de renseignement américain mit bientôt à nu les liens entre la firme et l’attaché scientifique de l’ambassade israélienne à Washington, qui travaillait au service du Lakam. L’affaire NUMEC fit prendre conscience aux Américains qu’Israël travaillait à l’élaboration d’armes nucléaires.
L’opération Plumbat, menée avec le Mossad, permit à Israël de s’assurer son prochain lot d’uranium : vers la fin 1968, le navire cargo Scheersberg A, naviguant sous pavillon allemand, appareilla du port d’Anvers à destination de Gênes avec une cargaison de 200 tonnes d’oxyde d’uranium, qui avait été apparemment achetée pour le compte d’une firme allemande. Au bout d’un certain temps, le navire se retrouva avec des cales vides dans le port d’İskenderun ‒ l’oxyde d’uranium avait été transbordé en pleine mer dans un navire israélien.

## Changement de directeur et extension du champ d’activité

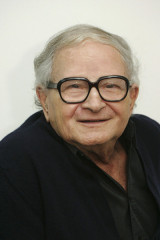
Rafael Eitan.

Benjamin Blumberg quitta la fonction de directeur du Lakam en 1981, et Rafael Eitan devint son successeur. Eitan était conseiller du premier ministre Menahem Begin en ce qui concerne la lutte anti-terroriste et avait dirigé l’opération du Mossad visant à la capture d’Adolf Eichmann en 1960. En tant que chef du Lakam, il était un subalterne du ministre de la Défense Ariel Sharon. Celui-ci laissa le Lakam se développer, en concurrence avec le Mossad, et mener des opérations dans le monde entier. Parmi les cibles de l’agence figuraient également les États-Unis, Israël se dérobant ainsi aux conventions de non espionnage conclues avec ce pays.

## Affaires Pollard et MILCO et dissolution
Le Lakam aurait sans doute pu dissimuler pendant quelque temps encore ses activités, n’eût été qu’en novembre 1985 le nom d’Eitan fut prononcé au cours de plusieurs conversations téléphoniques de Jonathan Pollard mises sur table d’écoute par le FBI. Cet analyste civil, employé du Naval Intelligence Command (NIC) de la marine américaine, avait proposé des services d’espionnage à un diplomate israélien en poste à New York. Le Mossad dédaigna cette offre, mais le Lakam y donna suite. Rafi Eitan s’entretint avec l’attaché scientifique israélien commis par lui comme officier de contact de Pollard et l’instruisit notamment sur le type d’informations auxquelles Israël était plus particulièrement intéressé. Étaient visés des milliers de documents confidentiels de nature diverse, que Pollard s’appliquait, contre argent, à extraire et à copier, pour ensuite les remettre à leur place dans les archives. Après l’arrestation de Pollard, le gouvernement israélien déclara officiellement que toute l’opération s’était déroulée à son insu. Les services secrets américains avaient d’emblée soupçonné le Mossad, lequel pourtant considérait le travail de Pollard comme du dilettantisme, susceptible d’entacher la réputation de professionnalisme du Mossad. Shimon Peres démentit avoir été, en tant que premier ministre d’Israël, au courant de ce qu’un citoyen américain travaillant pour un service fondé par lui ait pu être la source des informations dont il eut communication. Eitan en revanche déclara dans un entretien avec le journal israélien Hadaschot que toutes les activités de Lakam, en ce compris le recrutement de Pollard, avaient été menées en parfaite connaissance de ses supérieurs. 
La retentissante affaire Pollard n’était cependant pas le seul cas embarrassant pour le Lakam en cette année 1985. En Californie, un ingénieur américain en aérospatiale, Richard Kelly Smyth, président d’une société appelée MILCO, fut inculpé la même année pour avoir fait parvenir à Israël plus de 800 interrupteurs Krytron (composante utilisée dans les armes nucléaires) sans la licence, pourtant requise, d’exportation de munitions délivrée par le Département d’État. Peu avant le procès, et devant la perspective d’une peine d’emprisonnement de 105 ans, Richard Kelly Smyth et sa femme disparurent soudainement. Seize ans plus tard, ils furent découverts et arrêtés alors qu’ils vivaient en fugitifs à Malaga, en Espagne, puis extradés vers les États-Unis, où Richard Kelly Smyth fut reconnu coupable et condamné. Les Krytrons avaient été expédiés par Smyth à une société israélienne dénommée Heli-Trading Ltd., dont le propriétaire était le célèbre producteur de cinéma israélien Arnon Milchan. En effet, antérieurement à sa notable carrière à Hollywood, Milchan avait été pendant plusieurs décennies agent du Lakam, sous les ordres directs de Benjamin Blumberg. Plus tard, il apparut que la firme MILCO servait de société écran au Lakam pour obtenir des équipements, technologies et matériels sensibles à l’usage de différents programmes de défense israéliens secrets, en particulier le programme nucléaire.
Le gouvernement israélien prétendit que l’incident des Krytrons découlait d’une simple méprise de la part de l’« exportateur » MILCO, et que l’opération Pollard constituait une entorse non autorisée à la politique israélienne de ne pas pratiquer d’espionnage aux États-Unis. Ces deux affaires entraînèrent cependant en 1986 la dissolution du Lakam, dont les fonctions furent transférées au Service de contre-espionnage militaire israélien, par quoi aux attributions de celui-ci (englobant les investigations internes du ministère de la Défense) fut ajoutée celle d’espionnage technique et scientifique. Après qu’une commission d’enquête fut arrivée à la conclusion en 1987 qu’il était dans l’intérêt d’Israël d’assumer la responsabilité des faits, le premier ministre de l’époque, Benjamin Netanyahou, reconnut en 1998 que Pollard avait effectivement travaillé comme espion pour Israël.

## Dans la fiction
- Le film Les Patriotes d’Éric Rochant (1994) détaille les méthodes implacables d'agents israéliens de la fictive « unité 238 », unité visiblement inspirée du « Lekem ». Richard Masur y campe le personnage de l'espion israélien inspiré de Jonathan Pollard.